# Jean-François Fournier de La Pommeraye
Jean-François Fournier de La Pommeraye, né le 4 novembre 1744 à Fougères et décédé le 30 juin 1794 à Rennes, homme politique français, député aux États généraux de 1789.

## Biographie
Fils de François Fournier, sieur de la Pommeraye, procureur, et de Perrine-Marie Chauvel, dame de la Sauvagerie, il se fait recevoir avocat au parlement de Bretagne, puis acquiert la charge de conseiller du roi, procureur du roi près la sénéchaussée de Fougères en 1787.
Le 17 avril 1789, les électeurs de cette sénéchaussée l'élisent député du tiers aux États généraux. Il vote avec la majorité de l'Assemblée constituante, mais sans jamais paraître à la tribune.